# Galganh
Galganh (en francès Galgan) és un municipi francès situat al departament de l'Avairon i a la regió d'Occitània.

## Demografia
| 1962                                       | 1968 | 1975 | 1982 | 1990 | 1999 | 2006 |
| ------------------------------------------ | ---- | ---- | ---- | ---- | ---- | ---- |
| 504                                        | 505  | 454  | 417  | 357  | 324  | 347  |
| Des de 1962: població sense dobles comptes |      |      |      |      |      |      |

## Administració
| Període | Identitat  | Partit |
| ------- | ---------- | ------ |
| 1983-   | Jean Alaux |        |